# Royn Hvalba
Royn Hvalba is een Faeröerse voetbalclub uit Hvalba. De club werd op 23 oktober 1923 opgericht. Royn speelt als enige club op de Faeröer op een grasveld.
In 1983 speelde Royn in de finale van de Beker van de Faeröer waar het met 1-5 verloor van GÍ Gøta.

## Geschiedenis

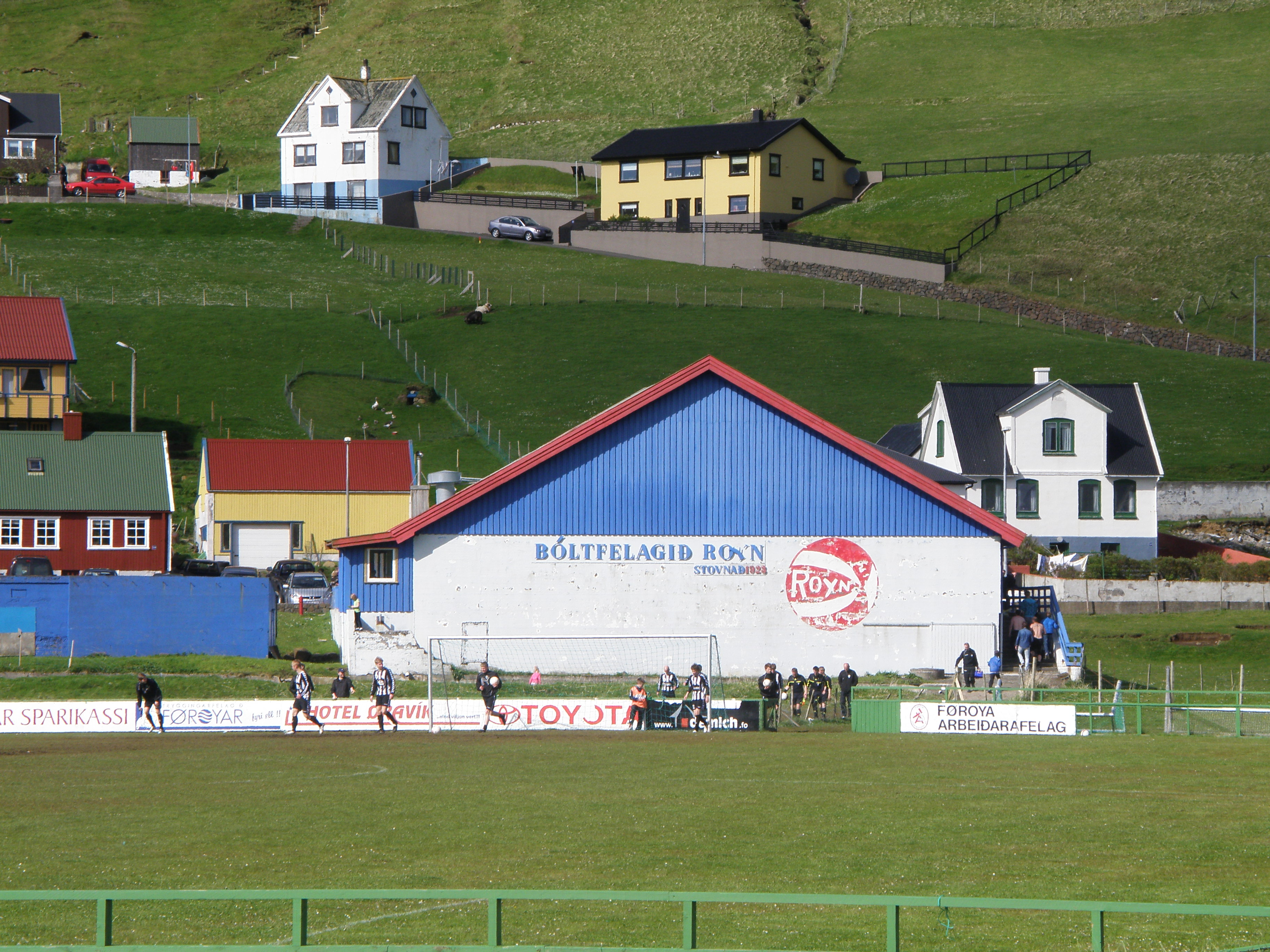
Voetbalveld van Royn in Hvalba.

Royn is betrokken geweest bij een fusie van de clubs op het eiland Suðuroy. TB Tvøroyri, SÍ Sumba, VB Vágur en Royn zouden moeten fuseren tot één club, maar omdat Royn te weinig in de samenwerking had in te brengen, ging het niet mee in de fusie. TB Tvøroyri haakte ook af. SÍ Sumba en VB Vágur fuseerden uiteindelijk tot FC Suðuroy.
In 2017 fuseerde de mannenafdeling met FC Suðuroy en TB Tvøroyri tot TB/FC Suðuroy/Royn, na twee seizoenen eindigde de samenwerking en ging de club zelfstandig verder.

## Erelijst
Beker van de Faeröer
finalist in 1983
1. Deild
1946
2. Deild
1996, 2003
3. Deild
2014